# Löffelente
Die Löffelente (Spatula clypeata, Syn.: Anas clypeata) ist eine holarktisch verbreitete Vogelart aus der Familie der Entenvögel (Anatidae). Sie ist nur wenig kleiner als die bekannte Stockente. Der Erpel hat im Prachtkleid ein auffallend kontrastreiches Gefieder. In seiner Färbung erinnert es entfernt an das der Brandgans. Von dieser ist die Löffelente auf Grund ihrer geringeren Größe sowie ihres ententypischen Habitus sicher zu unterscheiden.
Die Löffelente ist im gesamten Mitteleuropa ein verstreuter und im nördlichen Mitteleuropa häufiger Brutvogel. Die Art ist ein Mittelstreckenzieher und kommt während des Zuges in weiten Bereichen Mitteleuropas vor. Gebietsweise überwintert sie auch im Binnenland.

## Beschreibung

### Erscheinungsbild ausgewachsener Löffelenten

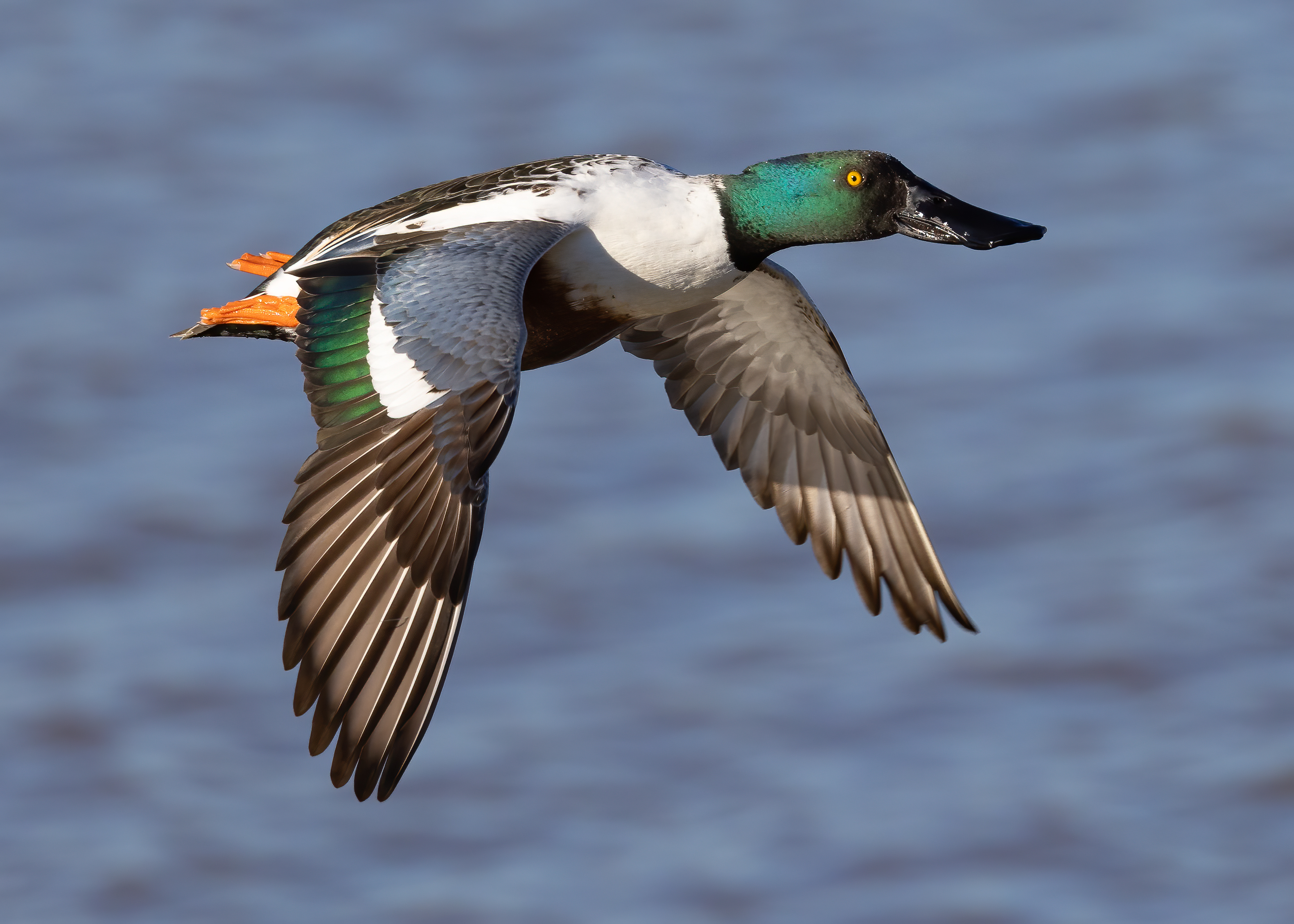
Adulter Erpel im Flug, Llano Seco Unit des Sacramento National Wildlife Refuge Complex

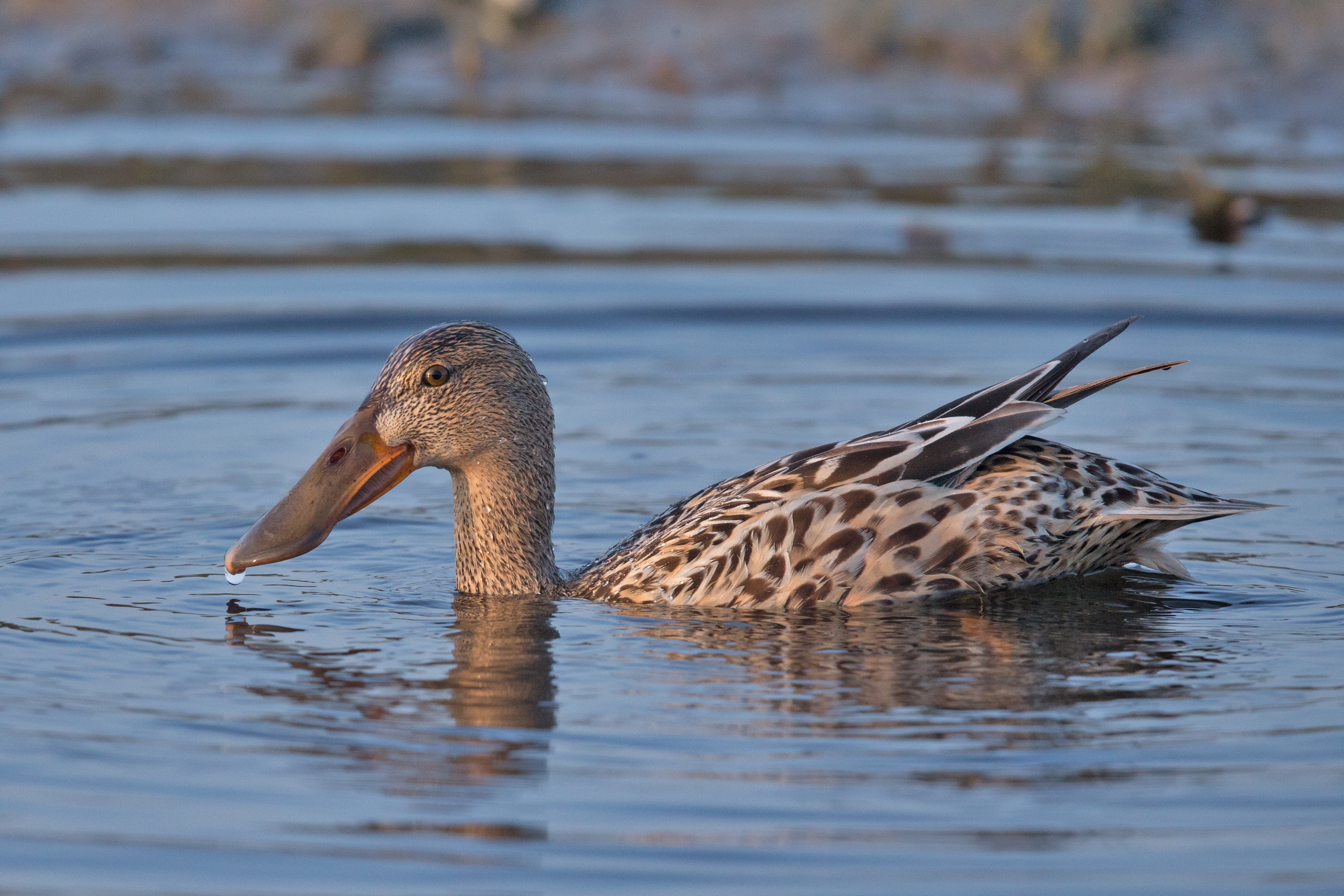
Schwimmendes Weibchen

Die bis zu 50 cm große Löffelente wiegt 400 bis 1100 g und hat eine Flügelspannweite von bis zu 80 cm. Der namengebende löffelartige Schnabel fällt beim Anschauen als Erstes auf und wird bis zu 7 cm lang.
Die Löffelente zeigt einen ausgeprägten Geschlechtsdimorphismus. Der Kopf des Erpels ist dunkelgrün befiedert. Der bis zu 7 cm lange Schnabel hat eine tief dunkelgraue Färbung. Die Brust ist weiß, das Rückengefieder ist dunkel und partiell mit weißen Federn durchsetzt. In der Mitte der Körperseiten befinden sich rotbraune Farbpartien. Die Unterschwanzdecke ist schwarz und durch ein weißes Band gegen die rotbraunen Flanken abgegrenzt. Die mittleren Schwanzfedern sind sepiabraun und weiß gesäumt. Bei den äußeren Schwanzfedern ist dieser weiße Federsaum deutlich breiter. Die Augeniris ist gelb und die Beine auffällig rot gefärbt. Im Flugbild fallen die hellgrauen Vorderflügel auf sowie der von den Armschwingen gebildete metallgrüne Spiegel.
Im Ruhekleid entspricht das Männchen weitgehend dem Gefieder des Weibchens. Allerdings behalten die Flügel ihre Buntheit und auch die Rücken- und Bürzelfärbung entspricht der Gefiederfärbung des Prachtkleids. Ein weiteres Unterscheidungsmerkmal bilden die schwach rosafarbig getönten Flanken des Männchens.
Das Weibchen ist braun gemustert und ähnelt damit anderen Weibchen der Gattung Anas. Besonders große Ähnlichkeit besteht zu den Weibchen der Stockente. Sie ist am einfachsten an dem klobigen Schnabel von anderen Anas-Weibchen zu unterscheiden. Das Körpergefieder des Löffelentenweibchens ist von einem mittleren Braun. Die Konturfedern sind hellbraun gesäumt, was insgesamt zu einem fleckig-schuppigen Aussehen führt. Das Weibchen der Löffelente hat einen braunen Schnabel und rote Beine. Von den Weibchen der übrigen Löffelentenarten ist sie nur sehr schwer zu unterscheiden.
Die Löffelente ist nicht sehr scheu und erreicht eine Fluggeschwindigkeit von bis zu 85 km/h. Wird sie aufgeschreckt, fliegt sie ähnlich wie die Krickente steil auf.
Eine Löffelente kann bis zu 20 Jahre alt werden.

### Stimme
Der Ruf der Löffelente klingt in etwa wie „tock“. Er ist nicht sehr auffällig und deshalb nur selten wahrzunehmen. Der Ruf der Weibchen dagegen ähnelt sehr stark denen der Stockentenweibchen. Zu den Instrumentallauten dieser Entenart zählt als Fluggeräusch ein who-who-who. Es ist besonders gut wahrnehmbar, wenn die Enten auffliegen.

### Erscheinungsbild der Küken und Jungvögel
Der Rücken, der hintere Hals sowie die Kopfplatte der Küken sind dunkelbraun. Gelbliche Farbpartien finden sich am Rumpf und den Seiten. Die Körperseite ist gelblich weiß bis gelb, der Vorderhals hellgrau. Das Gesicht ist ein warmes Hellbraun. Ein brauner Augenstreif zieht sich von der Schnabelbasis über das Auge bis zum Nacken. Dunkelbraune Flecken finden sich vor und hinter dem Auge. Auch die Küken haben schon überproportional große Schnäbel. Der Oberschnabel frisch geschlüpfter Küken ist braungrau mit einem rotbraunen Nagel. Der Unterschnabel ist fleischfarben bis blass orange. Die Füße und Beine sind dunkelgrau. Bei heranwachsenden Löffelenten färbt sich der Schnabel zunehmend zu einem helleren Blaugrau um.

## Verbreitung

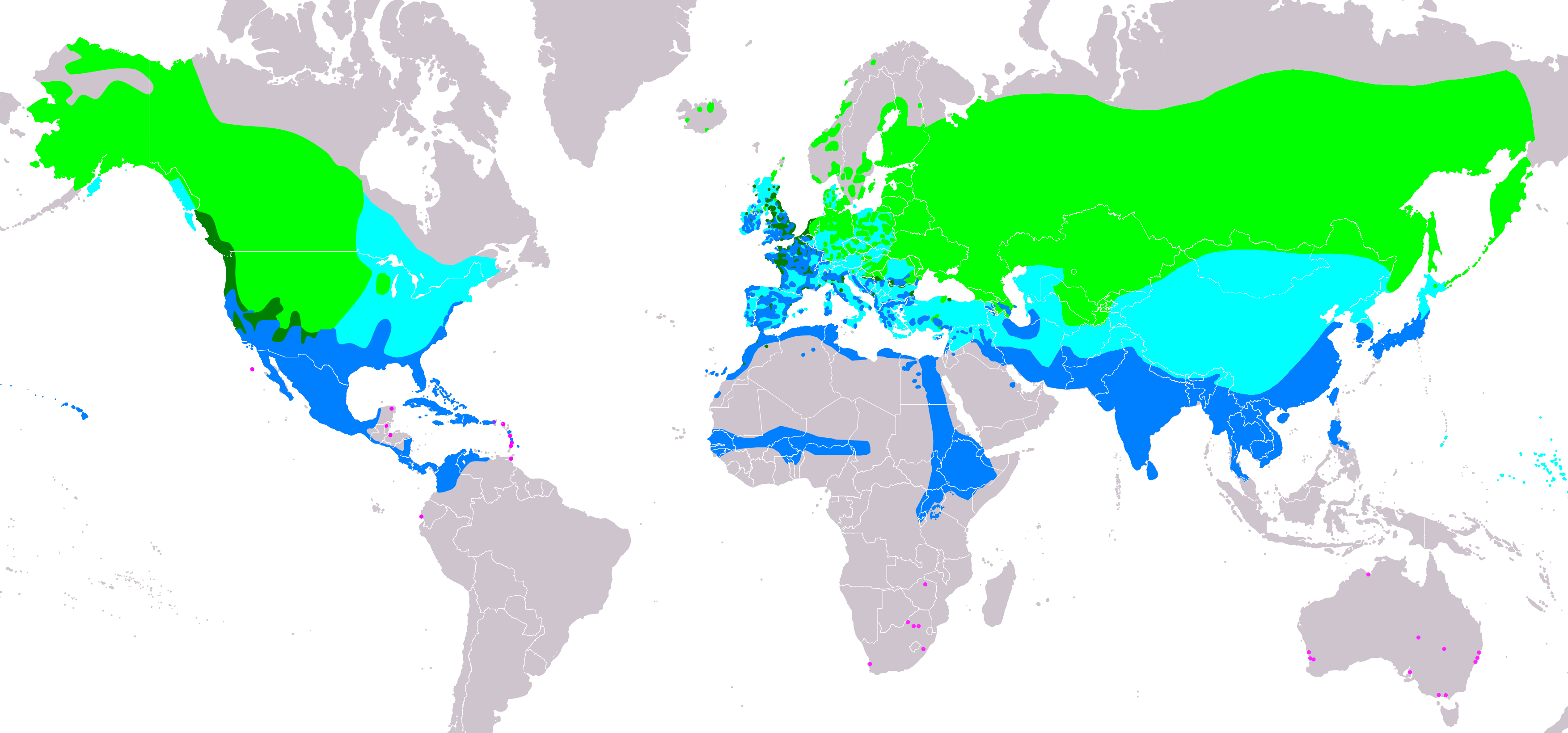
Verbreitung der Löffelente:
Brutgebiete
Ganzjähriges Vorkommen
Migration
Überwinterungsgebiete
Streifzüge (Saisonalität unsicher)
Einführungsgebiete (Saisonalität unsicher)

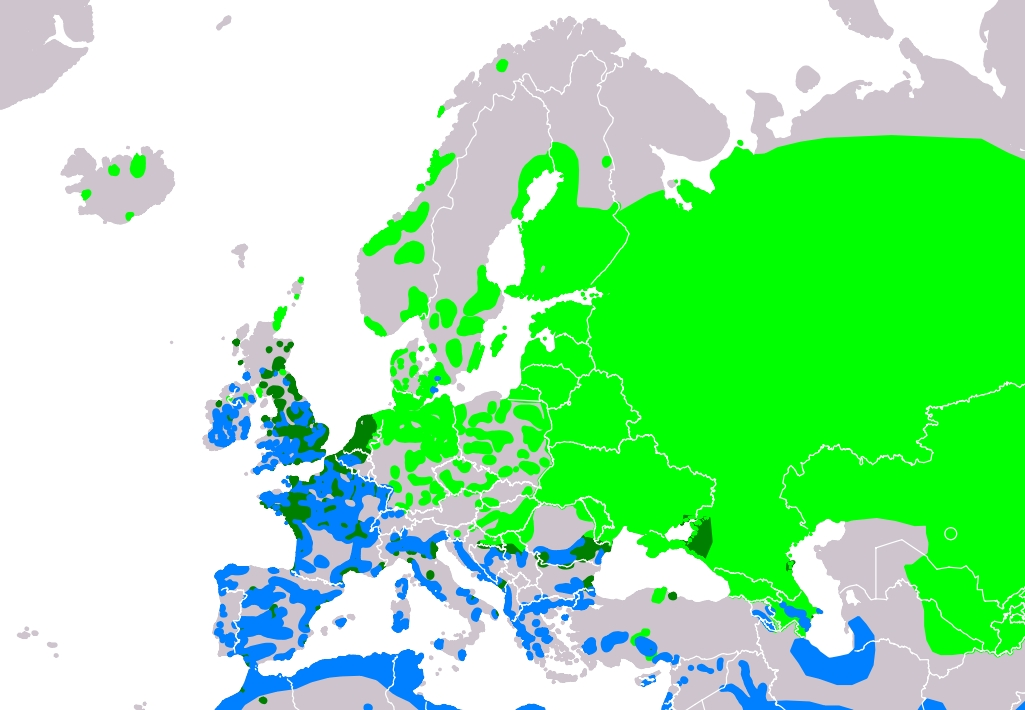
Europäisches Verbreitungsgebiet:
Brutgebiete
Ganzjähriges Vorkommen

Löffelenten kommen in der gesamten Holarktis vor. Sie lebt an nahrungsreichen Binnengewässern im Tiefland von Eurasien und Nordamerika. So ist sie beispielsweise in der gesamten Prairie Pothole Region Nordamerikas zu finden. Ihre nördliche Verbreitungsgrenze liegt bei 66° N und 68° N. Die Südgrenze ihre Verbreitungsgebietes ist der Mittelmeerraum – wo sie allerdings nur ein disjunktes Verbreitungsgebiet haben – und in Asien die Steppen- und Wüstenzone. Die Südgrenze der Verbreitung verläuft entlang des Nordens des Schwarzen Meeres, dem Vorland des Kaukasus, dem Kaspischen Meer und den Steppengebieten Zentral- und Mittelasiens. In Nordamerika erstrecken sich die Brutgebiete der Löffelente von der Mitte Alaskas über die Prärien Zentralkanadas und das Zentralgebiet der Rocky Mountains bis in die nördlichen Teile der Vereinigten Staaten. In Europa ist sie Brutvogel im Osten Islands, auf den Britischen Inseln, wo sie zur Fauna Schottlands zählt und wo sie auch auf den Orkney-Inseln und den Hebriden brütet. Sie brütet außerdem in weiten Teilen Westeuropas, Südskandinaviens, Mittel- und Osteuropas. Eine verhältnismäßig große Population gibt es in den Niederlanden. Große Populationen finden sich dann erst wieder im Baltikum.
Die Löffelente bevorzugt Gewässer mit vegetationsreichen und mit dichtem Schilf bewachsenen Uferzonen. Sie zieht Klein- und Kleinstgewässer größeren Seen und Teichen vor, sofern diese Gewässer auch offene und nicht verkrautete Wasserflächen enthalten. Außerhalb der Brutzeit ist die Löffelente auch an der Meeresküste und an Salzseen anzutreffen. In Deutschland findet man sie überwiegend am Wattenmeer und auf den vorgelagerten Inseln.
Im Winter ziehen die meisten eurasischen Vögel nach West- und Südeuropa sowie Afrika. Die europäischen Populationen sind zwar Zugvögel. Ihr Platz wird aber von den Löffelenten eingenommen, die ihr Brutgebiet jenseits des 60. Grads östlicher Breite haben. So ziehen beispielsweise die britischen Brutvögel nach Südfrankreich, Südspanien, Italien und Nordafrika. Brutvögel Fennoskandinaviens und Russlands überwintern in den Niederlanden, Großbritannien und Irland sowie Frankreich und Spanien. Ein ähnliches Zugverhalten zeigen zahlreiche Brutvögel Mitteleuropas. Gleichzeitig sind viele Brutvögel aus dem Wolgadelta als Überwinterer in Ägypten und Kenia nachgewiesen. Ostsibirische Löffelenten ziehen zum indischen Subkontinent und überwintern von Indochina über Südostchina bis nach Südjapan. Sie erreichen dann gelegentlich auch Australien und Neuseeland. Die nordamerikanischen Populationen überwintern an der Westküste der Vereinigten Staaten, in Mexiko oder der Karibik.

## Lebensraum
Als Lebensraum präferiert die Löffelente eutrophe flache Binnengewässer sowie Sumpfgebiete mit freien Wasserflächen, Altwässer und Feuchtgrünland mit Temporärgewässern wie Flutmulden sowie umfangreichen Gräbensystemen. Während der Brutzeit ist sie nur selten an Brack- und Salzwasser anzutreffen. Außerhalb der Brutzeit ist sie jedoch an Meeresküsten und auf Salzseen häufig.

## Nahrung und Nahrungsweise
Die Löffelente durchsiebt mit ihrem Schnabel das Wasser nach Plankton, Wasserflöhen, Insektenlarven, Würmern, Kaulquappen und Laich. Es dominiert dabei planktische und fein kompartimentierte Nahrung. Die Löffelente zeigt während der Nahrungssuche eine charakteristische Körperbewegung. Sie dreht rasch den gesamten Körper und wirbelt damit den Schlamm auf. Damit steigen die Nahrungspartikel an die Wasseroberfläche, die sie dann seihend durchschnattert. Sie schwimmt während der Nahrungssuche häufig in Kreisen oder Schlangenlinien. Der Hals ist dabei gestreckt. Der Schnabel wird schnell geöffnet und geschlossen, so dass das aufgenommene Wasser seitwärts durch die kammartigen Lamellen wieder austritt.
Zusätzlich zu dieser Nahrungsweise kann die Löffelente auch gründeln. Sie bleibt dabei länger unter Wasser als andere Arten der Schwimmenten. Gelegentlich taucht sie mit dem ganzen Körper unter Wasser. Dies ist vor allem in nicht zu tiefen Moorseen zu beobachten.

## Fortpflanzung
Die Löffelente wird nach einem Lebensjahr geschlechtsreif. Die Paarbildung erfolgt bereits ab Spätherbst. Die Brutpaare halten sich ab April in ihren jeweiligen Brutgebieten auf.
Bei der Balz, die bereits im Überwinterungsgebiet stattfindet, fehlen die Elemente wie Grunzpfiff durch den Erpel oder das sogenannte Antrinken, wie sie bei anderen Gründelenten zu beobachten sind. Zu den charakteristischen Merkmalen des Löffelentenpaars zählen die pumpenden Kopfbewegungen, die sowohl vom Männchen als auch vom Weibchen ausgeführt werden. Ein weiteres Merkmal ist ein Scheinputzen des Bauchgefieders, bei dem Partner die leuchtend grünen Flügelspiegel zugewendet werden. Noch zur Balz gehören auffällige kurze Rundflüge, die die Löffelenten nur im Brutterritorium zeigen. Sie enden, sobald das Weibchen mit der Eiablage beginnt.
An der Wahl des Nistplatzstandortes sind beide Geschlechter beteiligt. Das Weibchen baut am Boden, nah am Wasser, gut in Vegetation versteckt ein aus Pflanzenteilen bestehendes Nest. Bevorzugte Standorte sind das Ufergebüsch, die an den Uferbereich angrenzende krautige Vegetation sowie Seggenbülten. Nur selten brüten Löffelenten im Röhricht oder in der Schwimmblattzone. Die Brutzeit erstreckt sich in der Regel von Mai bis Juli. Die frühesten Eiablagen finden in West- und Mitteleuropa in der 3. Aprildekade statt. Die Hauptlegezeit ist jedoch die erste Maihälfte bis zum Anfang des Monats Juni.

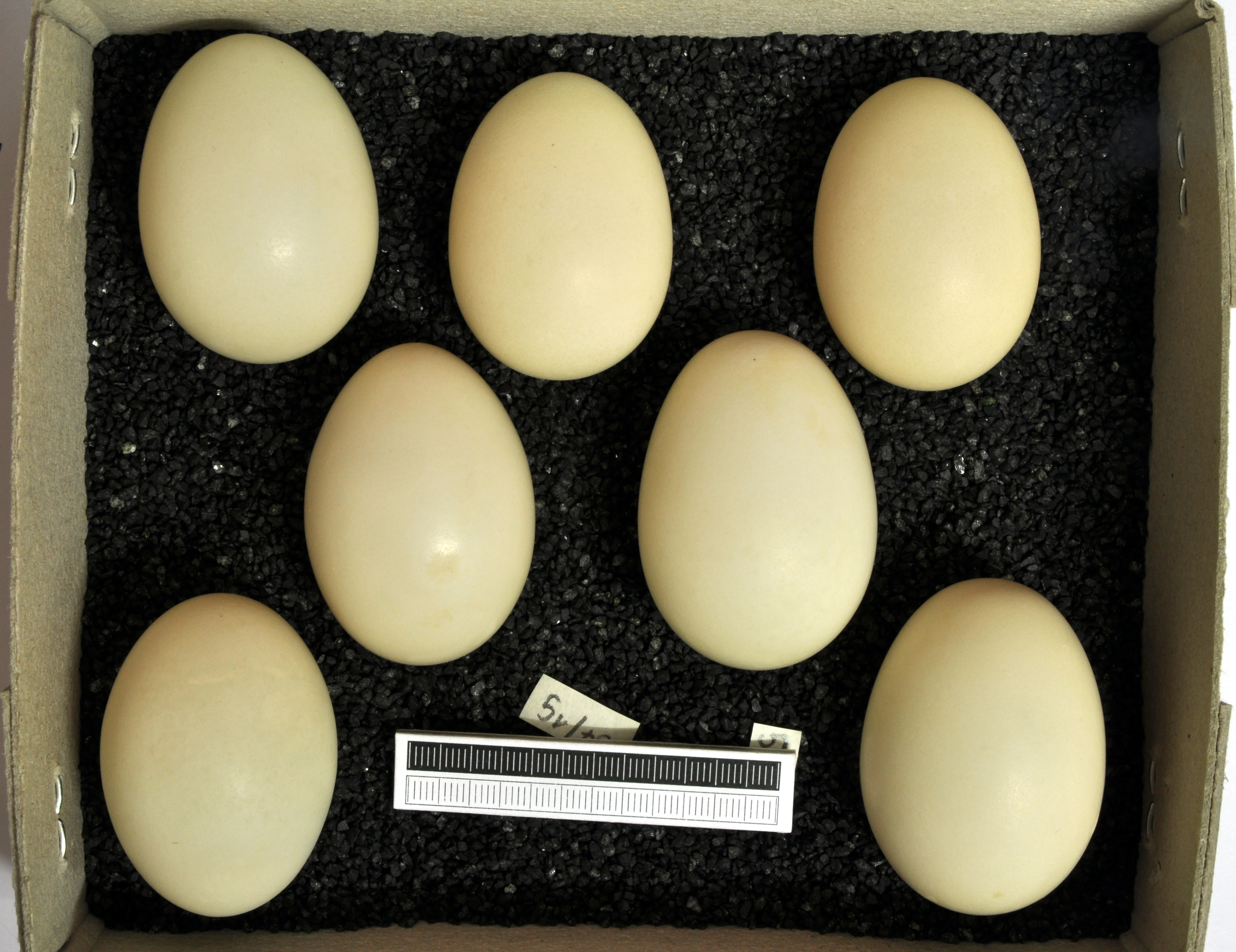
Eier (Sammlung Museum Wiesbaden)

Das Gelege umfasst in der Regel acht bis zwölf Eier. Geht das Gelege verloren oder wird das Weibchen während der Brutzeit so gestört, dass sie das Gelege aufgibt, sind Nachgelege selten. Die Eier sind von graugrüner Farbe, sind etwa fünf Zentimeter lang und wiegen zwischen 35 und 43 Gramm. Das Gelege wird nur durch das Weibchen bebrütet. Dieses verlässt zu Beginn der Brut das Gelege jeweils einmal morgens und nachmittags. Die Brutpause kann anfangs bis zu zwei Stunden dauern. Sie verkürzen sich mit der Fortdauer der Brut auf 30 Minuten und können kurz vor Schlupf der Jungen sogar vollständig entfallen. Die Brutdauer beträgt insgesamt 26 Tage.
Das Männchen hält sich während der Brutphase in der Nähe des Nestes auf und warnt vor sich nähernden Fressfeinden. Auch eine Verleitung von Fressfeinden durch das Männchen ist bereits beschrieben worden. Frisch geschlüpfte Dunenjunge verstecken sich unter dem Weibchen, bis alle Küken geschlüpft sind. Das Weibchen führt nach dem Schlupf des letzten Kükens ihre Kükenschar sofort an das Wasser und verbleibt dort mit ihnen in der Vegetationszone. Nach 40 bis 45 Tagen werden die Jungen flügge.

## Bestand und Bestandsentwicklung
Der europäische Gesamtbestand an Brutpaaren wird für den Zeitraum 1998 bis 2002 auf etwa 170.000 bis 210.000 Brutpaare geschätzt. Der größte Teil davon brütet im europäischen Russland. Der Brutbestand Mitteleuropas beträgt für den gleichen Zeitraum etwa 13.000 bis 16.000 Brutpaare. Löffelenten brüten vor allem im nördlichen und östlichen Mitteleuropa, während es im Süden und Südosten Mitteleuropas nur verstreute Brutvorkommen gibt. In der Schweiz kommt die Art so gut wie nicht vor, in Österreich brüten immerhin 160 bis 330 Brutpaare, in Deutschland sind es 2.100 bis 3.300. Die größte Brutpaarpopulation weisen die Niederlande mit 8.000 bis 9.000 Brutpaaren auf. In der Roten Liste der Brutvögel Deutschlands von 2015 wird die Art in der Kategorie 3 als gefährdet geführt.
Die Löffelente weitete gegen Ende des 19. Jahrhunderts ihr Areal zunächst aus und siedelte sich zunehmend als Brutvogel in Großbritannien und Teilen Mitteleuropas wie beispielsweise im Osten Deutschlands und Polens an. Zu einer deutlichen Expansion kam es in den 1930er Jahren, als die Löffelente unter anderem am Bodensee, in Niedersachsen und am isländischen Myvatn-See zu brüten begann. Parallel dazu kam es zu einem starken Anstieg im Ismaninger Teichgebiet in Bayern sowie in Skandinavien und Finnland. Bedingt war diese Zunahme durch eine verbesserte Ernährungssituation an zunehmend eutrophierten Gewässern und eine zunehmende Neuanlage von Gewässern, die den Löffelenten geeignete Lebensbedingungen boten. Der mitteleuropäische Bestand nahm bis in die 1970er Jahre weiter leicht zu, dann folgte ab den 1980er Jahren eine starke Abnahme unter anderem durch Arealverluste in Belgien, den Niederlanden, Polen und Deutschland. Zu den Regionen, in denen dieser Trend nicht zu beobachten war, zählen Gebiete, in denen eine Wiedervernässung und andere Schutzmaßnahmen durchgeführt wurden. Dies gilt für den Westen Schleswig-Holsteins und Teile der Niederlande sowie in einzelnen Gebieten auch seit 1990 für Brandenburg.
Gefährdungsursachen für den Bestand sind Störungen an den Brutgewässern sowie ein Verlust oder eine Beeinträchtigung der Brut- und Nahrungshabitate etwa durch Entwässerungs- und Eindeichungsmaßnahmen. Da die Art auch Feuchtgrünland mit Graben-Komplexen und Temporärgewässern wie etwa Flutmulden nutzt, wirkt sich bei ihr auch eine Intensivierung der Grünlandnutzung negativ aus. Sie leidet unter anderem auch an einer Nahrungskonkurrenz mit Karpfen, wenn die Gewässer eine hohe Besatzdichte aufweisen. Ein Forschungsteam, das im Auftrag der britischen Umweltbehörde und der RSPB die zukünftige Verbreitungsentwicklung von europäischen Brutvögeln auf Basis von Klimamodellen untersuchte, geht davon aus, dass es bei der Löffelente bis zum Ende des 21. Jahrhunderts infolge der Klimaerwärmung zu einem weiträumigen Verschwinden in West- und Mitteleuropa kommen wird. Das Verbreitungsgebiet wird sich nach dieser Prognose deutlich verkleinern und nach Nordosten verschieben.

## Systematik

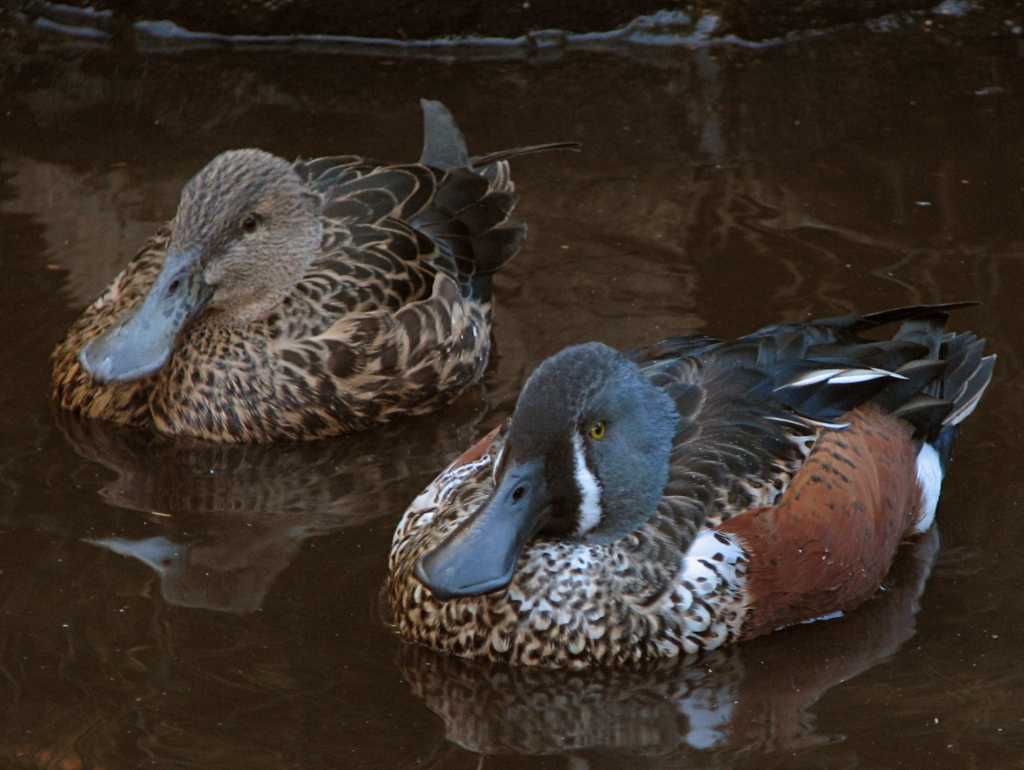
Halbmond-Löffelenten, die mit der eurasischen Löffelente nächstverwandte Art

Die Löffelente ist ein Vertreter aus der Gattung der Löffelenten, zu der mit der Fuchslöffelente, der Halbmond-Löffelente und der Kaplöffelente und anderen insgesamt zehn Arten aus der Tribus der Schwimmenten gerechnet werden. Unter diesen stellt die Fuchslöffelente die kleinste Art und außerdem das Bindeglied zur Zimtente dar.
Löffelenten gelten als klassisches Beispiel für die Verbreitung sehr nahe verwandter Arten über den gesamten Erdball. Alle Löffelentenarten ähneln sich in ihrem Habitus und unterschieden sich nur durch geringe Größenunterschiede und ein unterschiedliches Gefieder. Auffällig ist der einheitlich löffelartig verbreiterte Schnabel, der sich durch die Anordnung feiner Lamellen zu einem Seihapparat entwickelt hat. Allerdings gelten nur die beiden nächstverwandten Arten, die Löffelente und die Halbmond-Löffelente, als eine Superspezies.

## Belege